# Arhopala wildeyana
Arhopala wildeyana är en fjärilsart som beskrevs av Corbet 1941. Arhopala wildeyana ingår i släktet Arhopala och familjen juvelvingar. Inga underarter finns listade i Catalogue of Life.